# Gongylomorphus fontenayi
Gongylomorphus fontenayi — вид ящірок родини ящіркових (Lacertidae). Ендемік Маврикію. Вид названий на честь чеського натураліста Вацлава Бойєра.

## Поширення і екологія
Gongylomorphus bojerii раніше були широко поширені на острові Маврикій, однак наразі збереглися у Національному парку Блек-Рівер-Горджес та на острівці Іль-о-Плат. Вони живуть в тропічних лісах, на луках, в чагарникових і пальмових заростях. Ведуть денний, наземний спосіб життя.

## Збереження
МСОП класифікує цей вид як такий, що перебуває на межі зникнення. Gongylomorphus bojerii загрожує хижацтво з боку змій Lycodon capucinus, хатніх сункусів (Suncus murinus), а також щурів, кішок та інших інвазивних хижаків.